# RFK Stadium
RFK Stadium, Robert F. Kennedy Memorial Stadium – wielofunkcyjny stadion w mieście Waszyngton w Stanach Zjednoczonych. Najczęściej używany jest jako stadion piłkarski, ale również służy do gry w baseball. Swoje mecze rozgrywa na nim drużyna D.C. United. Stadion może pomieścić 56 692 tysięcy widzów. Koszt budowy obiektu wyniósł 20 milionów dolarów. Pierwszy mecz został rozegrany 1 listopada 1961 roku.
W czerwcu 2018 roku po raz pierwszy rozegrano na stadionie testmecz rugby union – pomiędzy Walią a RPA.

## Koncerty
- 2 lipca 1987 - Madonna - Who’s That Girl World Tour - widownia: 56 000 / 56 000 (100%)[2]